# 이종헌
이종헌(1994년 11월 5일 ~ )은 대한민국의 희극 배우이다.

## 방송
- 코미디TV 스마일킹